# An der Elbe
An der Elbe ist ein Walzer von Johann Strauss (Sohn) (op. 477). Das Werk wurde am 28. November 1897 im Konzertsaal des Wiener Musikvereins erstmals aufgeführt.

## Einzelnachweis
1. ↑  Quelle: Englische Version des Booklets (Seite 102) in der 52 CDs umfassenden Gesamtausgabe der Orchesterwerke von Johann Strauß (Sohn), Hrsg. Naxos (Label). Das Werk ist als neunter Titel auf der 38. CD zu hören.